# Protestas en Hungría de 2006

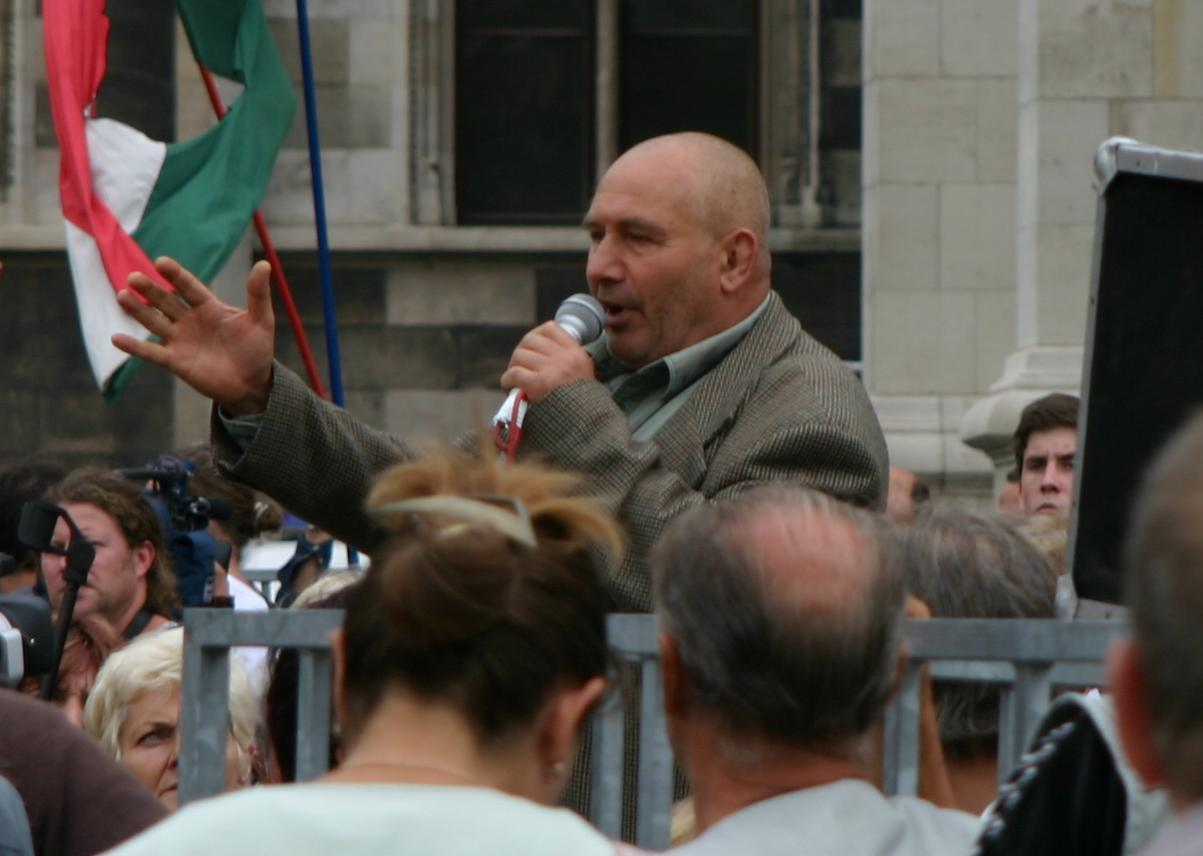
György Ekrem Kemál hablando frente a un grupo de protestantes en las cercanías del Parlamento Húngaro.

Las protestas en Hungría (2006) son una serie de disturbios antigubernamentales pidiendo la dimisión del socialdemócrata (ex-comunista) Ferenc Gyurcsány después de filtrarse una grabación en la que admitía haber mentido para ganar las elecciones de abril.

## Antecedentes
Gyurcsány, en el discurso por la radio pública Magyar Rádió, dijo ante la directiva del gobernante Partido Socialista el 26 de mayo en Balatonoszod, que habían estado mintiendo durante un año y medio sobre la situación económica del país y afirmó que lo sucedido en Hungría es algo nunca visto en la Unión Europea.
Las formaciones de centroderecha Fidesz, Partido Democristiano y Foro Democrático han solicitado la dimisión de Gyurcsány por razones éticas, ya que afirman que no puede seguir en su puesto tras mentir al electorado.
La manifestación para pedir su dimisión empezó el domingo 17 de septiembre por la noche, sin que mediara una convocatoria, y los participantes fueron cifrados por los medios húngaros en al menos seis mil personas, mientras que la policía de momento no ha ofrecido estimaciones oficiales. 
La prensa local informó también que entre los manifestantes hay representantes de diferentes organizaciones de la extrema derecha, como el Frente Nacional Húngaro y numerosos cabezas rapadas.
En la noche varios cientos de manifestantes se dirigieron hacia el edificio de la televisión pública, siguiendo la consigna de László Toroczkai, dirigente de una organización ultra que exigía que se leyese una proclama en directo, según informó la agencia MTI.
Los participantes, en su mayoría jóvenes, se enfrentaron a los agentes de las fuerzas de seguridad que custodiaban el edificio lanzando piedras, a lo que la policía respondió con gas lacrimógeno y cañones de agua a presión.
Después de la actuación policial, una gran parte de los manifestantes abandonaron el lugar, aunque la televisión TV2 informó que varios policías resultaron heridos y los manifestantes incendiaron varios vehículos.

## Día 2: Martes 19 de septiembre
Al menos 57 personas resultaron heridas, cuatro de ellas en estado grave, en los enfrentamientos entre manifestantes y las fuerzas de seguridad en la madrugada del martes 19 de septiembre, según datos de la policía húngara.
Por segunda noche consecutiva, la capital Budapest fue escenario de actos violentos, protagonizados por unos 500 manifestantes, que destrozaron escaparates y prendieron fuego automóviles en el centro de la ciudad, mientras que la policía les hizo frente con gas lacrimógeno y agua a presión. 

### Batalla campal
Los manifestantes arrojaron piedras y botellas, destrozando numerosos escaparates en la avenida Rákóczi, cercana a la plaza Blaha Lujza, además de destruir parte del mobiliario urbano.
En el mismo lugar, el portal InfoRadio asegura que un coche patrulla de la policía fue incendiado, pero de momento no existe dato alguno sobre el número de heridos.
A pesar de estos incidentes violentos, esa noche los radicales eran muchos menos que en la madrugada anterior, cuando se produjo una verdadera batalla con los agentes de la policía, y cuyo resultado fue que un grupo de manifestantes logró penetrar y ocupar el edificio de la televisión pública durante dos horas.
Miles de manifestantes se congregaron pacíficamente, en un ambiente festivo, coreando lemas contra el Gobierno y alzando decenas de banderas húngaras en la plaza Kossuth, frente al Parlamento, blindado por centenares de policías.

## Día 3: Miércoles 20 de septiembre

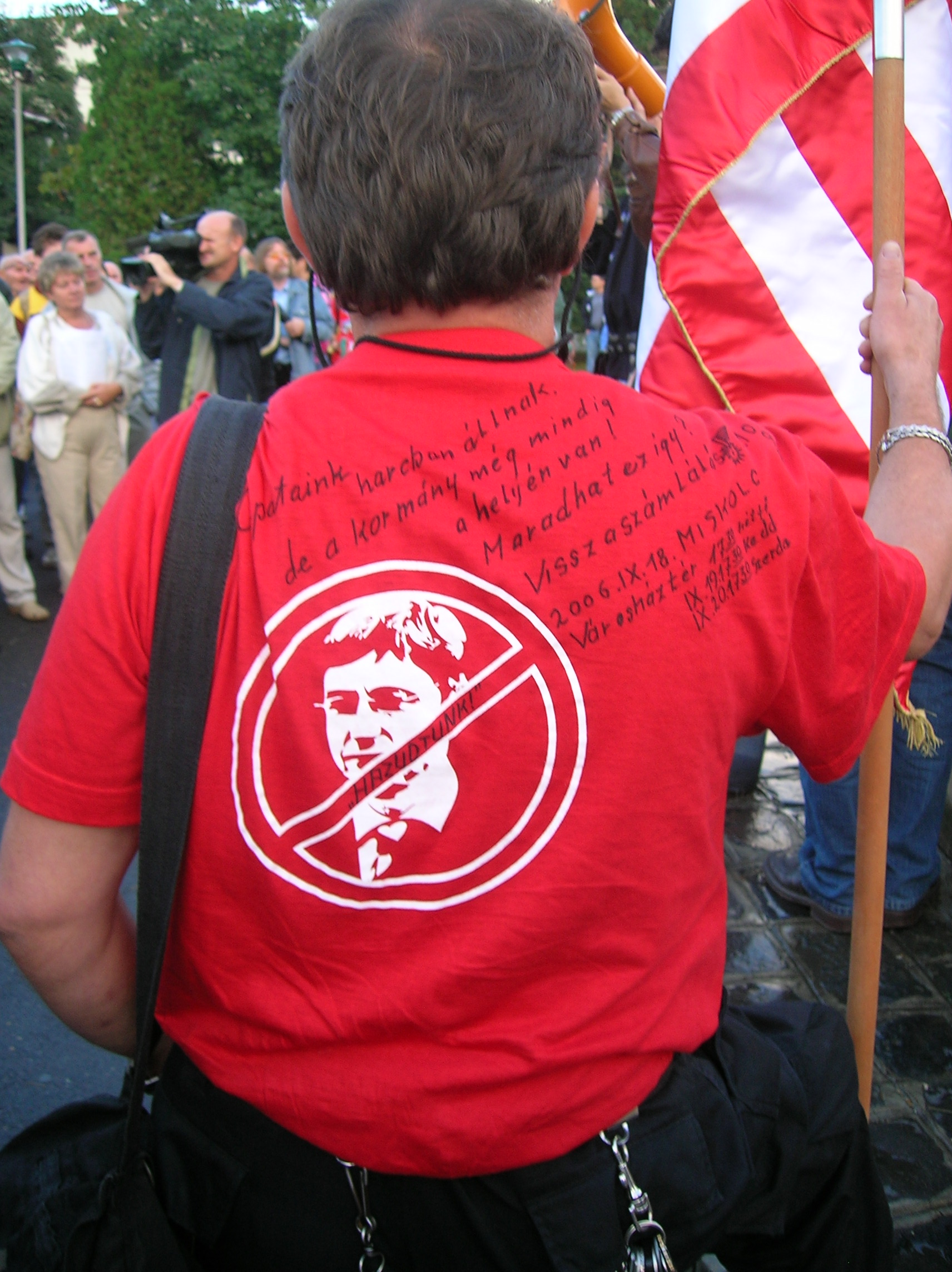
Protesta antigubernamental en Miskolc, 20 de septiembre de 2006.

Por tercera noche consecutiva los manifestantes se reunieron ante el Parlamento húngaro, en la céntrica plaza Kossuth de Budapest.
Entre los congregados reinaba un ambiente pacífico, en el que predominaba la música y las proclamas por megafonía de los organizadores de la concentración, un comité formado por intelectuales, periodistas y antiguos disidentes del régimen de la extinta República Popular de Hungría.
Cómo único incidente hasta el momento a lo largo de la jornada se cuenta una amenaza de bomba a la cadena de televisión "HírTV", y que supuso que los agentes rastreasen el edificio sin encontrar ningún artefacto.

### 57 heridos
Los disturbios y enfrentamientos con la Policía en Budapest dejaron, el martes por la noche, al menos 57 heridos, cuatro de ellas en estado grave.
Los incidentes estuvieron protagonizados por un grupo de violentos que arrojó piedras y botellas contra diferentes escaparates y mobiliario urbano.
La Policía, que arrestó a unos 137 jóvenes y busca a otros 42, culpabiliza de los incidentes a miembros de extrema derecha y elementos ultras de algunos equipos de fútbol.